# GIGN
Интервенционна група на националната жандармерия (на френски: Groupe d’Intervention de la Gendarmerie Nationale) или накратко GIGN е група със специално предназначение и е елитно антитерористично подразделение на френската жандармерия.
Подразделението се води към армията, а не към полицията.
В задачите на подразделението влизат обезвреждане на терористи, освобождаване на заложници, контратерористична дейност, разрешаване на ситуации свързани с отвличане на самолети и бунтове в затвори.
Щаб квартирата се намира в Сатори, Южен Версай.